# Bangladeschisch-deutsche Beziehungen
Die Bangladeschisch-deutschen Beziehungen beschreiben das bilaterale Verhältnis zwischen Bangladesch und Deutschland.
Als die Volksrepublik Bangladesch am 16. Dezember 1971 ausgerufen wurde, war Deutschland eines der ersten Länder in Europa, welches diplomatische Beziehungen zu Bangladesch aufnahm. Früh war ersichtlich, dass die Beziehung der beiden Länder wichtig für den Wiederaufbau war, da der Unabhängigkeitskrieg in Bangladesch schwere Zerstörungen hinterlassen hatte. Heute spielt der Handel zwischen beiden Ländern eine erhebliche Rolle und stellt für Bangladesch die größte Chance einer nachhaltigen Entwicklung dar.
Bangladesch wird durch eine Botschaft in Berlin vertreten. Die deutsche Regierung unterhält seit 1972 eine Botschaft in Dhaka. Beide sind Mitglieder der Vereinten Nationen, der Weltbank und der WTO.

## Politische Beziehungen
Deutschland verfolgte im Bezug auf die Spannungen im indisch-pakistanischen Konflikt eine neutrale Rolle. Beim Aufbau politischer Beziehungen wurde deshalb darauf geachtet, keine der jeweiligen Konfliktparteien übermäßig zu begünstigen. Nach der Anerkennung Bangladeschs kristallisierten sich viele Gemeinsamkeiten, besonders in Fragen der internationalen Außenpolitik, heraus. Die Bundesregierung unterstützte und schätzte die Positionen Bangladeschs auf der internationalen Bühne. Diese Hochachtung erwiderte Bangladesch mit der moralischen Unterstützung bei der Frage der deutschen Wiedervereinigung.
In jüngster Zeit geriet die Lage der Menschenrechte in Bangladesch in den Fokus politischer Debatten in Deutschland. Deutsche Politiker nehmen ihre Verantwortung bezüglich der prekären Arbeitsverhältnisse in bangladeschischen Textilfabriken wahr. So wurde der Aufbau eines Bündnisses, deutscher Unternehmen gegen menschenunwürdige Arbeitsbedingungen, beschlossen.

„Wir sind auf gutem Weg, um für die Näherinnen und Näher in Bangladesch […] zu besseren Sozial- und Umweltstandards zu kommen.“

Die Tragweite dieses Beschlusses ist jedoch zweifelhaft, da die Zuversicht des Entwicklungsministers nicht von allen involvierten Unternehmen geteilt wird.

## Wirtschaftliche Beziehungen
Bangladeschs Wachstum lag seit 2006 konstant bei etwa 6 Prozent. Hauptziel der bangladeschischen Wirtschaftspolitik ist die Etablierung Bangladeschs als Land mit mittlerem Einkommen.
Das bilaterale Handelsvolumen Deutschlands und Bangladeschs beträgt insgesamt 4,39 Mrd. Euro. Deutschlands Anteil am Exportvolumen von Bangladesch ist der zweitgrößte (nach den USA) mit 3,79 Mrd. Euro. Die Importe aus Deutschland fallen mit etwa 0,599 Mrd. Euro deutlich geringer aus. Hauptsächlich werden Textilien nach Deutschland exportiert (über 90 Prozent). Die größten Bestandteile des bangladeschischen Imports bestehen aus: Maschinen (52 Prozent), Chemischen Erzeugnissen (23 Prozent) und elektrotechnischen Waren (8 Prozent).
Die deutsch-bangladeschische Handelskammer „Bangladesh-German Chamber of Commerce and Industry“  (BGCCI) ist mit ca. 600 Mitgliedsunternehmen die größte bilaterale Kammer in Bangladesch und vertritt die Interessen deutscher Investoren in Bangladesch.
Ein bilaterales Investitionsschutz- und Förderungsabkommen ist seit September 1986 in Kraft, ein Doppelbesteuerungsabkommen seit 1993.
Der Anteil ausländischer Direktinvestitionen liegt bei unter 1 % des bangladeschischen BIP, obwohl das Land sehr liberale Gesetze für Investoren anbietet. Die Bangladeschische Institution zur Förderung von Investitionen (BOC) sieht vor, den Anteil an ausländischen Direktinvestitionen zu erhöhen. Gesucht werden Investoren für die Bereiche Landwirtschaft, Textilindustrie und Schiffbau.

## Entwicklungszusammenarbeit
Ein umfangreicher Aspekt der bangladeschisch-deutschen Beziehungen ist die Entwicklungszusammenarbeit.
Insgesamt stellte Deutschland bis 2014 etwa 2,6 Milliarden Euro an Zahlungen zur Verfügung. Hinzu kommt die Unterstützung durch Nichtregierungsorganisationen und multilaterale Organisationen wie z. B. die Weltbank, an denen Deutschland sich beteiligt.

### Schwerpunkte der Zusammenarbeit

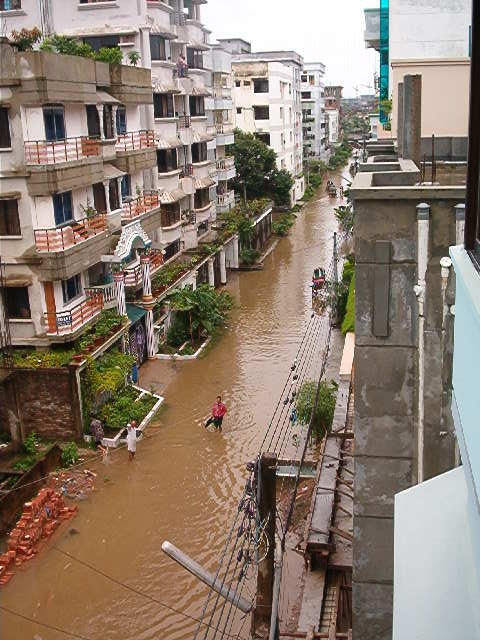
Überschwemmung in Dhaka

Die langfristigen Schwerpunkte dieser Zusammenarbeit sind:

Energieeffizienz und erneuerbare EnergienDie problematische Infrastruktur Bangladeschs stellt eine große Herausforderung für die Industrie und die Bevölkerung dar. Besonders ländliche Regionen haben keinen flächendeckenden Anschluss an das Stromnetz. Um eine nachhaltige Versorgung des Bedarfs sicherzustellen, beriet die Deutsche Gesellschaft für Internationale Zusammenarbeit in ihrem Programm für „Erneuerbare Energie und Energieeffizienz“ zahlreiche bangladeschische Institutionen und half bei der Gründung der Behörde für die nachhaltige Entwicklung des Energiesektors.
Regierungsführung, Rechtsstaatlichkeit und MenschenrechteBesonders seit den verheerenden Einsturz der Rana-Plaza-Textilfabrik am 24. April 2013 sind die prekären Arbeitsverhältnisse in der Textilindustrie ein Hauptthema der Entwicklungsarbeit und so hat das Bundesministerium für wirtschaftliche Zusammenarbeit und Entwicklung ein Programm zur Verbesserung der Arbeits- und Sozialstandards im Textil- und Bekleidungssektor in Auftrag gegeben.
Anpassung an den KlimawandelDie besondere geographische Lage Bangladeschs macht das Land sehr anfällig für Naturkatastrophen, insbesondere Wirbelstürme wie den verheerenden Bangladesch-Zyklon von 1991. Ein Hauptproblem sind auch Überschwemmungen, welche in Zukunft durch den Klimawandel zahlreicher in Erscheinung treten werden. Da sie unter anderem die wirtschaftliche Entwicklung hemmen, half die Deutsche Gesellschaft für Internationale Zusammenarbeit in ihrem Projekt: „Stärkung der Kapazität des Privatsektors zur Anpassung an den Klimawandel“ kleinen und mittelständischen Unternehmen bei ihrer Anpassung an den Klimawandel und den damit verbundenen Aufgaben.

### Kritik
Die Entwicklungszusammenarbeit stand mehrfach im Zentrum kontroverser Diskussionen. Kritisiert wird vor allem der Mangel fundierter wissenschaftlicher Vorabprüfung zur Wirkungsweise der beabsichtigten Hilfsmaßnahmen. Ein solches Vorgehen hätte gerechtere und effektivere Ergebnisse zur Folge als das verbreitete Handeln nach Gutdünken.
Hauptkritikpunkt an der deutschen Entwicklungsarbeit in Bangladesch ist die Konzentration der Fördermittel auf irrelevante Probleme der bangladeschischen Gesellschaft. So wurden verschiedene Prestigeprojekte mit Entwicklungsgeldern finanziert, die vornehmlich dem wohlhabenden Teil der Bevölkerung nützen (z. B. ein neuer Flughafen), obwohl ein Großteil der bangladeschischen Bevölkerung nicht mal einen Zugang zu sanitären Anlagen besitzt. Investitionen erfüllen nicht ihren Zweck und kommen nur einem geringen Teil der bangladeschischen Bevölkerung zugute. Die Unterstützung durch monetäre Mittel begünstigte den Aufbau von Großprojekten und exportorientierten Unternehmen, obwohl die bangladeschische Wirtschaft essentiellere Projekte (z. B. zur Infrastruktur) benötigte.
Fragwürdig sind auch die unmittelbaren Auswirkungen der Entwicklungsarbeit auf die Armut. So stieg trotz hoher Investitionen die Zahl der unterernährten Familien von 1975 bis 1984 von 62 % auf 80 % der Bevölkerung.

## Kulturaustausch und kulturelle Beziehungen
Bereits seit 1961 gibt es in Dhaka ein Goethe-Institut, welches sich dem Vermitteln der deutschen Sprache und Kultur verschrieben hat. Das Goethe-Institut in Dhaka ist Veranstaltungsort zahlreicher kultureller Veranstaltungen und das Zentrum deutscher Bildung in Bangladesch. Mit der Initiative „Schulen: Partner der Zukunft“ unterstützt das Institut in Zusammenarbeit mit dem Deutschen Akademischen Austauschdienst fünf Schulen in Bangladesch bei der interkulturellen Ausbildung der Kinder und wird in fast allen teilnehmenden Schulen einen Deutschunterricht anbieten können.
Der Deutsche Akademische Austausch-Dienst (DAAD) vergibt in Zusammenarbeit mit der Alexander-von-Humboldt-Stiftung jedes Jahr Stipendien an bangladeschische Studenten. Die Studienberatung hierzu erhält man am Goethe-Institut. Infolgedessen hat bereits eine Vielzahl bangladeschischer Akademiker einen Teil ihres Studiums in Deutschland absolviert. Bereits über 200 von ihnen sind Mitglied in deutschen Alumni-Vereinen.

## Weiterführende Literatur

### Zur Politik des Auswärtigen Amtes
- Hans-Peter Schwarz: Akten zur Auswärtigen Politik der Bundesrepublik Deutschland, R. Oldenbourg Verlag, München: 2003, ISBN 3-486-56640-7

### Zur Entwicklungshilfe
- Brigitte Erler: Tödliche Hilfe: Bericht von meiner letzten Dienstreise in Sachen Entwicklungshilfe, Dreisam-Verlag, Freiburg im Breisgau: 1985,  ISBN 3-89125-218-8
- Brigitte Jessen: Armutsorienterte Entwicklungshilfe in Bangladesch: Hilfe oder Hindernis für die Entwicklung?, Verlag für wissenschaftliche Bildung, Berlin: 1990, ISBN 3-927408-38-7
- Brigitte Jessen / Michael Nebelung: Hilfe muss nicht tödlich sein, Express Edition, Berlin: 1987, ISBN 3-88548-767-5
- Fatema Parveen: Die öffentliche Entwicklungshilfe der Bundesrepublik Deutschland an die Volksrepublik Bangladesch in den siebziger und achtziger Jahren - am Beispiel der Technischen Zusammenarbeit, Inauguraldissertation zur Erlangung der Doktorwürde, vorgelegt der Rheinischen Friedrich-Wilhelms-Universität zu Bonn, Bonn: 1999